# El que queda del dia
El que queda del dia (títol original en anglès The Remains of The Day) és una pel·lícula britànica del director James Ivory, adaptació de Ruth Prawer Jhabvala del llibre homònim de Kazuo Ishiguro, estrenada el 1993 i doblada al català.

## Argument
Mr. Stevens és el Primer Majordom de la mansió Darlington Hall, regentada per un aristòcrata anglès afí al nazisme durant la Segona Guerra Mundial.
La senyoreta Kenton (Emma Thompson) entra a treballar com a majordoma; és una senzilla però atractiva dona, molt responsable i treballadora, que arribarà a ser el braç dret de l'Stevens.
Stevens se n'enamora en silenci, encara que mai no gosa fer la primera passa, perquè el seu paper de majordom està per damunt dels seus sentiments. Per si no n'hi hagués prou, ella es qüestiona les activitats organitzades pel senyor de la casa. La senyoreta Kenton també s'enamora del senyor Stevens i fins i tot arriba a insinuar-se-li, però ell l'esquiva en un moment d'intimitat. El pare de Stevens, del mateix ofici, també treballa a la mansió amb tota una vida dedicada al servei de Lord Dallington. La vellesa amb prou feines li permet fer la seva feina, i mor. Així i tot, son fill no deixa la feina per anar a veure el seu pare moribund.
Finalment Stevens perd l'oportunitat d'estimar la senyoreta Kenton que se'n va per casar-se amb un altre home. Llavors Stevens replanteja la seva vida i demana sortir de la mansió.
Sobretot és la crònica del doble fracàs d'un ésser que ha entès que ha dedicat la seva vida lleialment i diligentment a un senyor impertorbable, gairebé un rei del seu microcosmos, d'ideals qüestionables, però al qual ha servit sense qüestionar mai la seva talla moral, i que alhora ha perdut l'oportunitat de viure una història d'amor per la seva necessitat de mantenir abans que res la calma, la impassibilitat, intentant mantenir totes les coses en "ordre".

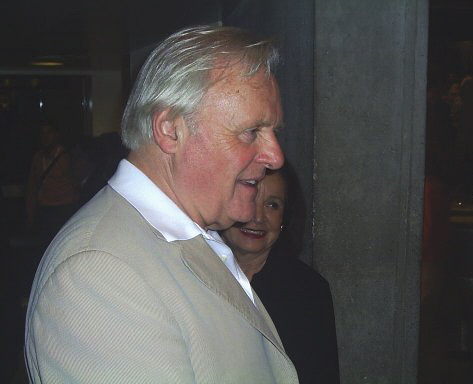
Anthony Hopkins, protagonista de la pel·lícula

La seqüència del senyor Stevens refugiat en una parada d'autobús sota la pluja després de visitar la senyoreta Kenton, expressa el buit, la solitud d'una vida durant la qual irònicament sempre ha actuat amb un comportament inqüestionable. Algunes escenes com la de la senyoreta Kenton que pren al senyor Stevens un llibre a l'hivernacle de Darlington Hall descriuen exactament les coses que el protagonista va rebutjar viure.

## Repartiment
- Anthony Hopkins: Stevens
- Emma Thompson: Miss Kenton
- James Fox: Lord Darlington
- Christopher Reeve: Lewis
- Michael Lonsdale: Dupont d'Ivry
- Hugh Grant: Cardinal, fillol de Lord Darlington
- Lena Headey: Lizzie

## Premis i nominacions

### Premis
- 1994: Premi David di Donatello al millor actor estranger per Anthony Hopkins
- 1994: Premi David di Donatello a la millor actriu estrangera per Emma Thompson

### Nominacions
- 1994: Oscar a la millor pel·lícula
- 1994: Oscar al millor director per James Ivory
- 1994: Oscar al millor actor per Anthony Hopkins
- 1994: Oscar a la millor actriu per Emma Thompson
- 1994: Oscar al millor guió adaptat per Ruth Prawer Jhabvala
- 1994: Oscar a la millor banda sonora per Richard Robbins
- 1994: Oscar a la millor direcció artística per Luciana Arrighi i Ian Whittaker
- 1994: Oscar al millor vestuari per Jenny Beavan i John Bright
- 1994: Globus d'Or a la millor pel·lícula dramàtica
- 1994: Globus d'Or al millor director per James Ivory
- 1994: Globus d'Or al millor actor dramàtic per Anthony Hopkins
- 1994: Globus d'Or a la millor actriu dramàtica per Emma Thompson
- 1994: Globus d'Or al millor guió per Ruth Prawer Jhabvala
- 1994: BAFTA a la millor pel·lícula
- 1994: BAFTA al millor director per James Ivory
- 1994: BAFTA al millor actor per Anthony Hopkins
- 1994: BAFTA a la millor actriu per Emma Thompson
- 1994: BAFTA al millor guió adaptat per Ruth Prawer Jhabvala
- 1994: BAFTA a la millor fotografia per Tony Pierce-Roberts
- 1995: Goya a la millor pel·lícula europea

## Al voltant de la pel·lícula

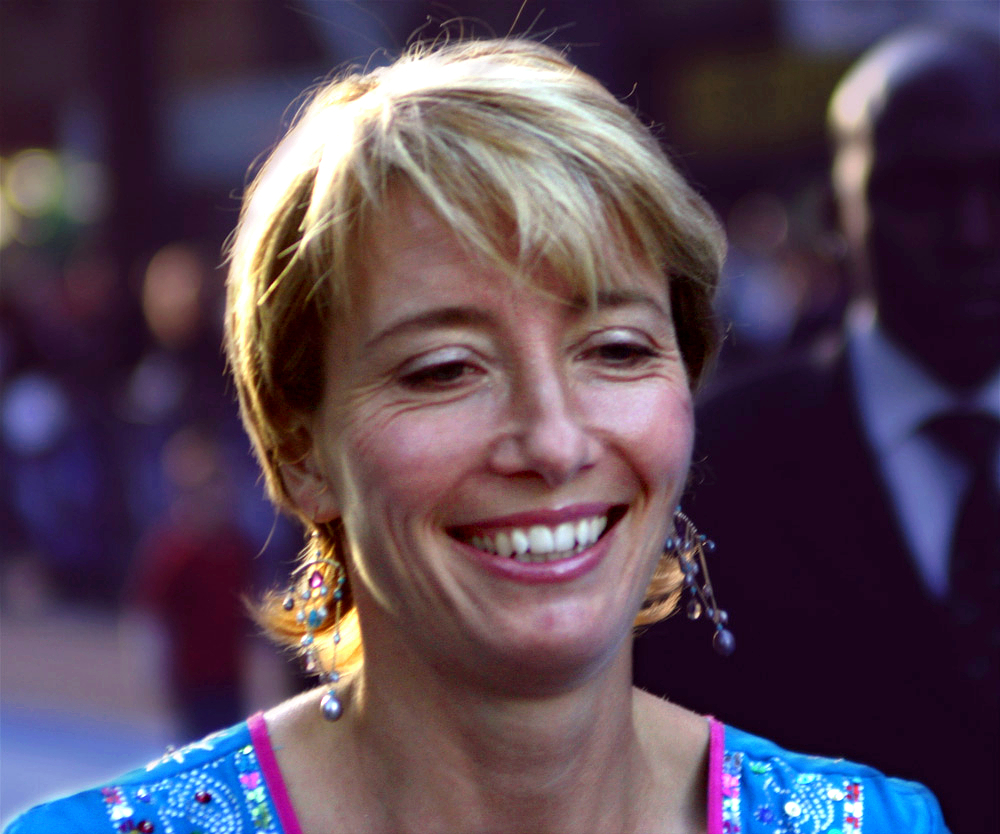
EmmaThompson, protagonista de la pel·lícula

El que queda del dia és segons l'opinió de la crítica la pel·lícula més càlida i romàntica de James Ivory. Realitzada després de l'èxit de Retorn a Howards End -guanyadora de tres Oscars-, El que queda del dia no va tenir cap fortuna a la gala -va perdre 8 candidatures-, però en canvi atresora una fama superior a aquella.
La pel·lícula juga permanentment sobre tres nivells imbricats:
- La història, la política.
- La història relativa a la vida de Darlington Hall, anecdòtica.
- I, finalment, la història personal que hauria pogut existir entre Stevens i miss Kenton, animats pel mateix ideal de perfecció; aquest ideal té tanmateix Stevens relegada la seva vida personal a un segon pla, malgrat els esforços de Miss Kenton des de la seva arribada.

Ni Kazuo Ishiguro (que va estar present al rodatge de la pel·lícula) ni James Ivory no sabien exactament de fet quin era el treball exacte d'un majordom. Va ser un majordom jubilat de Buckingham Palace que va acceptar servir-los de conseller tècnic i els va explicar una tècnica exposada a la pel·lícula: utilitzar una regla graduada per posar la taula per tal que l'alineació dels gots no tingui cap defecte.

### El llibre de Kazuo Ishiguro
La pel·lícula segueix de molt prop el llibre, dos detalls a destacar:
- ha estat suprimida "l'escena del pujol" (que conté al llibre la primera referència al títol)
- el realitzador i la guionista han jutjat preferible de reemplaçar el personatge del Sr. Farraday, comprador del castell després de la guerra al llibre, pel Sr. Lewis, que era el participant que protestava a la conferència. L'escala de temps ha estat igualment concentrada (la primera conferència té lloc el 1936 a la pel·lícula, el 1924 al llibre; l'espectador troba evidentment estrany que Alemanya faci esforços per demanar el seu rearmament  el 1936, quan ben al contrari el comprometia en la guerra civil espanyola).